# جودي واتلي
جودي فانيسا واتلي (من مواليد 30 يناير 1959) هي مغنية وكاتبة أغاني ومنتجة تسجيل وفنانة أمريكية وتتقاطع موسيقاها مع الأنواع الموسيقية بما في ذلك موسيقى البوب وآر آند بي والجاز والرقص، والسول الإلكترونية. خلال أواخر السبعينيات وأوائل الثمانينيات من القرن الماضي، كانت عضوًا في فرقة شالمار من r&b/funk، والتي سجلت العديد من الأغاني، لا سيما في المملكة المتحدة. في عام 1987، فازت بجائزة غرامي لأفضل فنانة جديدة (كفنانة فردية) وتم ترشيحها لثلاث جوائز غرامي.